# Llámenme Mike
Llámenme Mike és una pel·lícula mexicana que es va començar a rodar en 1978 però no es va estrenar sinó fins a 1979 pel fet que va ser censurada per la seva forta crítica cap a la policia d'aquests anys. «Quina horrible ciutat! Cada vegada més ficheras, més alcohòlics, més jotos. Acabaré amb el vici!» va ser l'eslògan amb el qual va aparèixer el cartell publicitari. La història analitza amb molt humor negre els valors humans de la població mexicana d'aquests anys i la forma en què la seva cultura va sent modificada.

## Sinopsi
Narra la història de Miguel (Alejandro Parodi), un policia corrupte gens diferent als seus companys i caps qui s'exerceix com a agent de la divisió de drogues de la policia mexicana. La seva labor es veu facilitada gràcies a que ell i els seus col·legues encoratgen el narcotràfic i protegeixen als qui se'ls dona la gana; en una ocasió un carregament de cocaïna és decomissat i desaparegut enfront de la llei sense que ningú ho impedeixi.
A causa d'això últim el cap de l'esquadró exigeix un culpable i Miguel, víctima d'un pacte entre cavallers, acorda lliurar-se amb la promesa que sortirà en sis mesos i els seus amics estaran eternament agraïts.
Una vegada dins Miguel és rebut pels reus que ell mateix va arrestar, amb una golpiza en el bany que el deixa hospitalitzat. Gràcies a una intervenció quirúrgica Miguel canvia de personalitat per a convertir-se en un feroç anticomunista defensor de la família, un personatge de còmic; a causa d'això és enviat al manicomi.
Ja en el manicomi aconsegueix escapar gràcies a l'ajuda d'un altre pacient amb la consigna de descobrir una conspiració comunista; una vegada fora es troba amb els seus antics companys però no els reconeix i «Cridin-me Mike» els demana. A partir d'aquí inicia una persecució plena de perills contra una conjura bolxevic inexistent.

## Repartiment
- Sasha Montenegro com Zoila.
- Alejandro Parodi com Miguel/Mike.
- Víctor Alcocer com O'Hara.
- Carlos Cardán com Domínguez.
- José Nájera com el comandant Ornelas.
- Humberto Elizondo com Rampazo.
- Robert Dumont com Leandro.
- Bruno Rey com taxista.
- Juan José Gurrola com "El Rojo".
- Grace Renat com Sonia.
- Jorge Patiño com René.
- Delia Magaña com Mati (mare de Mike).
- Armando Soto la Marina com Chalio.
- Mario Hernández com Chapo.

## Recepció
Va causar una forta polèmica a causa de la forta crítica que feia i inclusivament la seva estrena va ser retardada. «La pel·lícula per estrenar-se amb el títol de "Llámenme Mike" és en veritat una feroç crítica per a la policia de la capital.»
El director va realitzar el film amb la finalitat de generar un canvi tant al cinema com en la societat. «Aquesta és una comèdia, però porta implícitament un missatge, una crítica a la penetració cultural que ha rebut el nostre país i el nostre poble per part dels EUA»

## Premis
A la XXIV edició dels Premis Ariel va rebre els següents premis:
- Premi Ariel al millor actor per a Alejandro Parodi.
- Premi Ariel al millor guió original
- Premi Ariel al millor guió adaptat.[8][5]